# Sielsowiet Wawiórka
Sielsowiet Wawiórka (biał. Ваверскі сельсавет, Wawierski sielsawiet; ros. Ваверский сельсовет) – sielsowiet na Białorusi, w obwodzie grodzieńskim, w rejonie lidzkim, z siedzibą w Wawiórce.

## Demografia
Według spisu z 2009 sielsowiet Wawiórka zamieszkiwało 1811 osób, w tym 1357 Polaków (74,93%), 358 Białorusinów (19,77%), 86 Rosjan (4,75%), 6 Ukraińców (0,33%), 3 osoby innych narodowości i 1 osoba, która nie podała żadnej narodowości.

## Geografia i transport
Sielsowiet położony jest na Poniemniu, w północnozachodniej części rejonu lidzkiego. Największymi rzekami są Dzitwa i Wawiórka.
Skrajem sielsowietu biegnie droga magistralna M6.

## Miejscowości
- wsie:

| - - Czaple - Czeszejki - Dylewo - Gierdziowce - Janowlany - Kadziszki - Kasiłowce - Kosowszczyzna - Kowale - Krasnowce | - - Mancewicze - Markucie - Mejry - Michnowce - Mikuty - Myto - Nowosiółki - Olchówka - Papiernia | - - Podolchówka - Radziwiłowce - Rawlinowicze - Rulewicze - Serafiny - Sielachy - Siemiejki - Smołaki - Wawiórka |